# Un vestito per un cadavere
Un vestito per un cadavere (The Busy Body) è un film del 1967 diretto da William Castle.
Il film è noto in Italia anche con il titolo Corpi affaccendati.

## Distribuzione
Uscì nelle sale statunitensi il 12 marzo 1967. In Italia non venne mai distribuito al cinema, ma venne trasmesso in televisione nei primi anni '80 con entrambi i titoli.